# أبو بكر العرودكي
هو أبو بكر بن فتيان الشطي الفراتي الحسيني الهاشمي والمعروف ب«عرودك»، وقيل أبو بكر بن قنيان، وذكر أن أبوه هو العارف بالله «نجم الدين». قدم من شط نهر الفرات في العراق من الموصل إلى دمشق. له ديوان معروف وهو ديوان أبو بكر العرودكي. توفي في الصالحية في دمشق عام 672 هـ وسمي الحي الذي فيه ضريحه «بحي العرودك».